# Hansjörg Schneider (Theaterwissenschaftler)

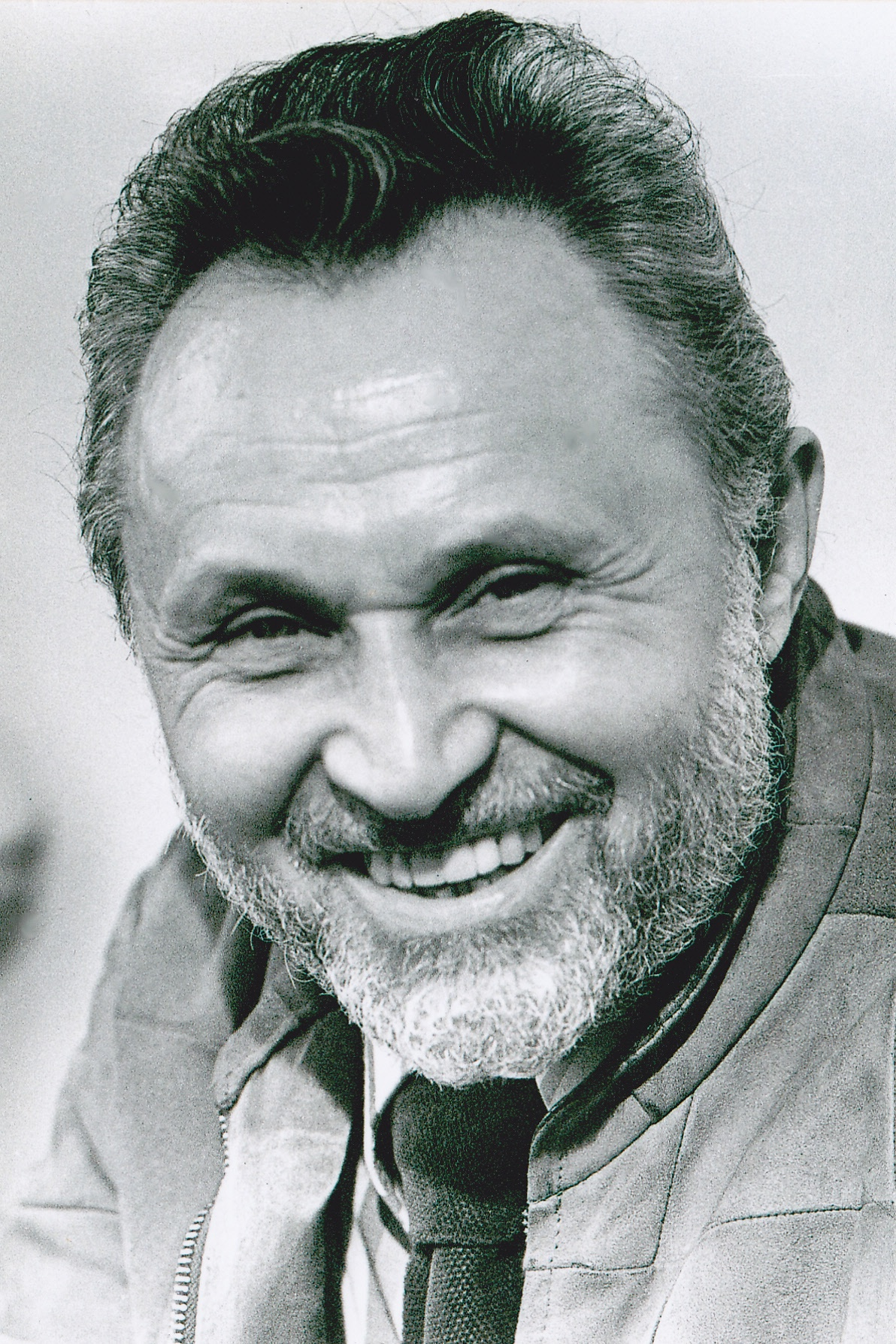
Hansjörg Schneider (2000)

Hansjörg Schneider (* 20. Dezember 1925 in Reitzendorf; † 17. Juni 2011 in Berlin) war Theaterwissenschaftler und Theaterhistoriker, Gründer des Kleinen Theaters Berlin-Mitte sowie Schriftsteller.

## Leben
Hansjörg Schneider war Sohn eines Lehrers, er besuchte die Volksschule in Reitzendorf und ab 1936 die Freiherrlich von Fletchersche Oberschule in Dresden. Daneben nahm er ab 1942 bei Erich Ponto Schauspielunterricht, den er nach seiner Soldatenzeit (1943–1945) fortsetzte. Ab 1947 war er an verschiedenen Theatern der SBZ/DDR als Schauspieler, Dramaturg, Regisseur und Intendant tätig.
Von 1956 bis 1960 folgte ein Studium der Germanistik und Theaterwissenschaft an der Humboldt-Universität in Berlin. Anschließend wirkte Schneider als Oberspielleiter und von 1963 bis 1967 als Pressereferent und Werbeleiter an der Komischen Oper Berlin (Intendant Walter Felsenstein). Von 1968 bis 1990 war er wissenschaftlicher Mitarbeiter der Akademie der Künste der DDR und wurde 1977 mit der Dissertation Exiltheater in der Tschechoslowakei zum Dr. phil. promoviert.
Im Jahr 1968 gründete er mit seiner Frau Siggi Brennemann das Kleine Theater Berlin-Mitte.
Schneiders zahlreiche Veröffentlichungen betreffen die Themen „Exiltheater 1933–1945“, die sudetendeutschen Bühnen in Böhmen und Mähren und die Dresdner Theater im 20. Jahrhundert. Ab seinem Ruhestand 1990 arbeitete er mit der „Walter-A-Berendsohn-Forschungsstelle für deutsche Exilliteratur“ an der Universität Hamburg zusammen, die mit Unterstützung der Deutschen Forschungsgemeinschaft und der P.-Walter-Jacob-Stiftung 1999 bei K. G. Saur, München, das zweibändige „Handbuch des deutschsprachigen Exiltheaters 1933–1945“ herausgab.
Im Juli 2007 übergab Schneider seine Sammlung zur Theatergeschichte dem Dresdner Stadtarchiv.

## Werke
- Exiltheater in der Tschechoslowakei 1933–1938. Henschel, Berlin 1979.
- Stücke aus dem Exil. Henschel, Berlin 1984.
- Hoffnung zwischen Trümmern, Dresdner Theater nach 1945. Hellerau-Verlag, Dresden 1999, ISBN 3-910184-66-9.
- Erich Ponto. Henschel, Berlin 2000, ISBN 3-89487-364-7.
- Dresdner Theater 1933–1945. Spiel war die Lust und Spiel die Gefahr. Henschel, Berlin  2003, ISBN 3-89487-456-2.
- Zwischen Triebenberg und Meixmühle (Kindheitserinnerungen). 1. Auflage 2006, Berlin (alle Rechte beim Autor).
- Die Zeit ist aus den Fugen. Dresdens Schauspiel in den zwanziger Jahren. Verlag- und Publizistikhaus, Dresden 2007, ISBN 3-9810690-2-1.
- Meine böhmische Ecke (Erinnerungen an ein Projekt). Edition Schwarzdruck, Berlin 2007, ISBN 978-3-935194-20-4.
- Das Kleine Theater Berlin Mitte. (Ein Lese- und Bilderbuch zum 40-jährigen Bestehen, alle Rechte beim Autor), Berlin 2008.
- Die Zeit danach (Beiträge zum Nachkriegstheater in Dresden und Umgebung). Alle Rechte bei den Autoren, Berlin 2008, ISBN 978-3-935194-24-2.
- Autor et al.: Exil in der Tschechoslowakei. Band 5 der 7-bändigen Reihe Kunst und Literatur im antifaschistischen Exil 1933–45. Philipp Reclam, Leipzig 1980 (1981 Röderberg-Verlag, Ffm), ISBN 3-379-00229-1.
- Autor et al.: 50 Jahre Staatsoperette Dresden. Weimar, 1997.
- Autor et al.: …und immer gespielt. 50 Jahre Theater Junge Generation Dresden. Dresden, 1999
- Autor et al.:  Dresdner Kuriosa, Merk- und denkwürdige Geschichten aus dem 20. Jhd. Dresden, 2000, ISBN 3-9806990-0-5.
- Autor et al.: Deutschsprachiges Theater in Prag. Begegnung der Sprachen und Kulturen. Praha, 2001.
- (Hrsg.): Spassvogel – vogelfrei, Finck, Werner. Ullstein Frankfurt/M., 1993, ISBN 3-548-22923-9.
- (Hrsg.): Dramen, Bruckner, Ferdinand. Böhlau, Wien 1990,-ISBN 3-205-05274-9.
- (Hrsg.): Ödön von Horvath, ausgewählte Werke (Band I Stücke; Band II Prosa). Volk und Welt, Berlin 1981.
- (Hrsg. m. Dora Huhn): Ödön von Horvath, Dramen. Volk und Welt, Berlin 1969.
- (Hrsg. m. Frithjof Trapp, Werner Mittenzwei, Henning Rischbieter): Handbuch des deutschen Exiltheaters 1933–45. Bd. 1 u. 2, K. G. Saur, München 1999, ISBN 3-598-11373-0.